# Batalla de Emesa
La batalla de Emesa se libró en el 272 entre los ejércitos romanos liderados por el emperador Aureliano y las fuerzas palmiranas lideradas por su reina, Zenobia, y el general Zabdas.

## Antecedentes

### Ascenso de Palmira
En 269, Claudio el Gótico estaba muy ocupado defendiendo los Balcanes e Italia de invasores germanos, la reina Zenobia de Palmira consolidó su autoridad, atrapando a los funcionarios romanos en Oriente entre la lealtad al emperador y las demandas de sumisión de la monarca. El erudito Gary Young sugiere que las autoridades romanas se negaron a someterse a la reina, lo que motivó las expediciones palmirenas de conquista. El probable motivo de dicha expansión pudo ser la manifiesta incapacidad romana para defender las provincias orientales por parte de Roma, lo que convenció a Zenobia que la única opción para estabilizar el área era someterla directamente a su autoridad.
El historiador Jacques Schwartz relacionó las acciones de Zenobia con su deseo de proteger los intereses económicos de Palmira, que se vieron amenazados por el fracaso de Roma en proteger las provincias. Además, los anteriores conflictos habrían dado mayor importancia a rutas comerciales alternativas a Palmira, aquellas que pasaban por Egipto y Bosra. Los árabes tanújidas y los comerciantes de Alejandría seguramente intentaron librarse de la hegemonía de Palmira, lo que habría motivado la respuesta militar.
En octubre de 270, Egipto fue invadido por un ejército palmireno y declaró a Zenobia reina de Egipto. El general romano Tenagino Probo pudo recuperar Alejandría en noviembre, pero fue vencido y tuvo que huir a la fortaleza de Babilonia, donde fue sitiado y asesinado por Zabdas, un general palmireno, quien siguió hacia el sur y se hizo con todo Egipto. Posteriormente, en 271, Septimio Zabbai, otro general palmireno, avanzó sobre Anatolia y se le unió Zabdas en la primavera de ese año. Ocuparon Ancira (Ankara) y llevaron a su imperio a la máxima extensión.

### Respuesta imperial

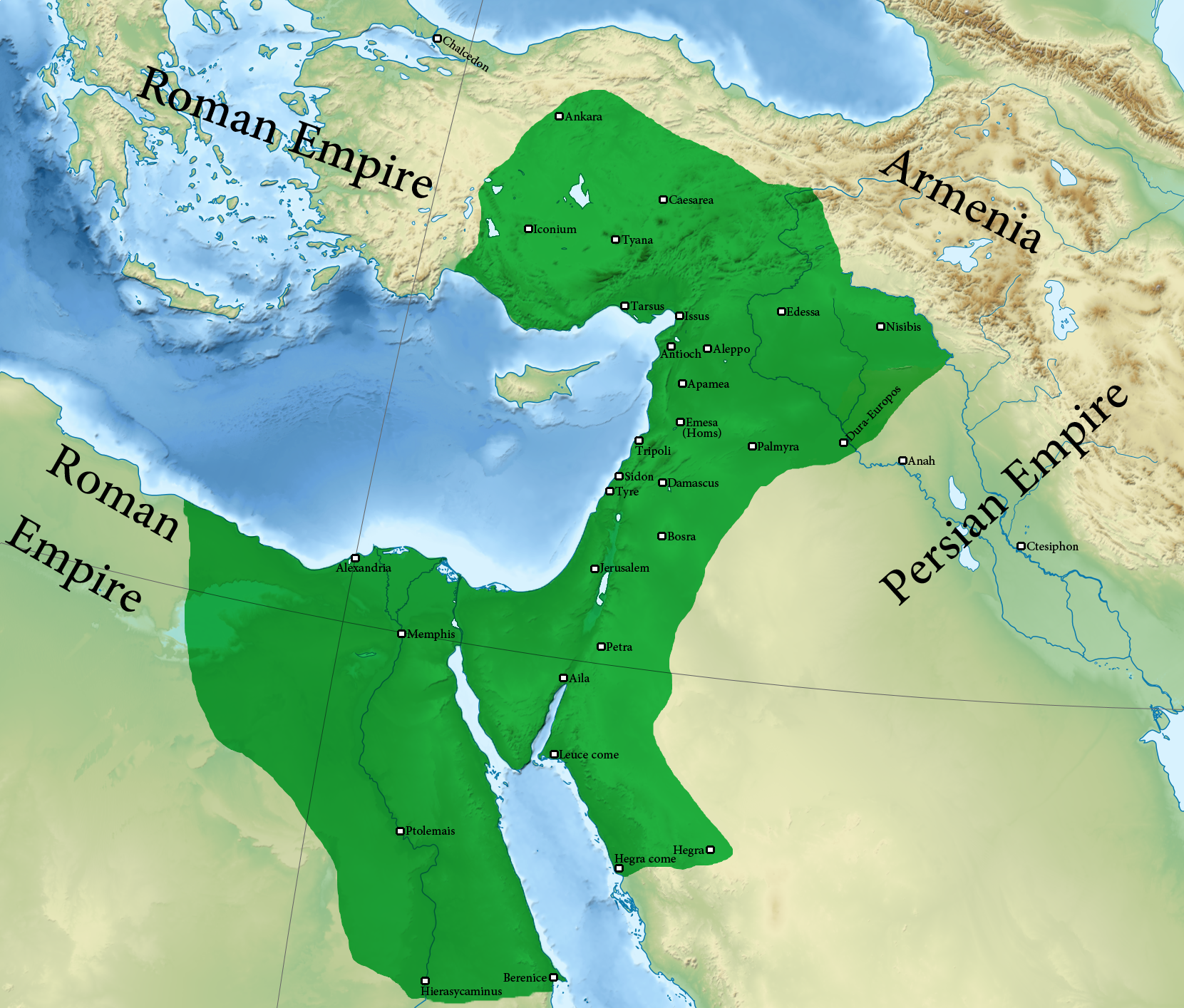
El Imperio de Palmira en su cenit, antes de las campañas de reconquista de Aureliano

Mientras el emperador Aureliano estuvo en Italia y Panonia, preparó una campaña contra la reina Zenobia, quien se había apoderado de las provincias orientales hasta Egipto y Galacia, y se habría hecho también con Bitinia y Calcedonia si sus habitantes no se hubiera rebelado después de saber que Aureliano era su nuevo augusto. Una vez tranquilizada la situación en Occidente, fue a encargarse de la monarca de Palmira. Durante la marcha, limpió la bárbaros Tracia e Iliria y cruzó el Danubio para derrotar y dar muerte al rey godo Canabaudes (Cannabas) y a 5000 de sus guerreros. Por la similitud de nombres, este monarca godo pudo ser Cniva, quien derrotó y dio muerte a Decio en Abrito. Aureliano luego cruzó por Bizancio hacia Bitinia sin luchar, avanzando por Anatolia rápidamente. Entre tanto, el general Marco Aurelio Probo consiguió reconquistar Egipto.
El césar avanzó sobre Ancira y luego Tiana, sometiendo ambas ciudades y al encontrar las puertas cerradas en la segunda, proclamó furioso: «En este pueblo no dejaré ni un perro vivo». Los soldados se emocionaron con la esperanza de obtener botín en el saqueo, mientras que un habitante de la urbe, Heraclamón, entregó la ciudad traicionando a sus compatriotas, para lo cual le mostró un montículo donde se podía escalar y superar fácilmente las murallas. El augusto decidió congraciarse con la gente de Tiana ejecutando al traidor y perdonando al resto de la población. Cuando los soldados se quejaron por romper su palabra y perdonar a la ciudad, ordenó matar a todos los perros, lo que los soldados tomaron a broma y calmaron sus ánimos. También se dice que el filósofo Apolonio de Tiana se le apareció al césar en un sueño y le dijo: «Aureliano, si quieres conquistar, no hay razón para deberías planear la muerte de mis conciudadanos. Aureliano, si deseas gobernar, ¡abstente de la sangre del inocente! Aureliano, actúa con piedad si deseas vivir mucho tiempo». La misericordia del emperador animó a muchas otras ciudades a rendirse sin luchar.
Siguió hasta Antioquía, donde el ejército palmirano le presentó batalla en Immae pero los romanos prevalecieron y luego derrotaron a la guarnición de Dafne (Harbiye). Los restos de la hueste vencida, a las órdenes del general Zabdas, se retiraron a Antioquía, donde su comandante fingió que había vencido y capturado a Aureliano usando un doble del emperador, evitando así un amotinamiento de la urbe.
A la noche siguiente, los vencidos se retiraron a Emesa, justo antes de la llegada de Aureliano, quien fue recibido con alabanzas por los antioqueños. El ejército palmireno no había sido destruido, aunque si fuertemente debilitado, pero su general era capaz y su monarca aún conservaba su influencia.
Al enterarse de que muchos habían huido de la ciudad por haber apoyado la causa de Zenobia, el emperador declaró una amnistía general y, cuando se hizo pública, muchos volvieron masivamente y el augusto les recibió gustoso. Permaneció allí un tiempo, encargándose de sus asuntos administrativos y gubernamentales y posteriormente siguió por Apamea, Larissa y Aretusa, siendo recibido fervorosamente por la población.

## Fuerzas enfrentadas

### Palmira

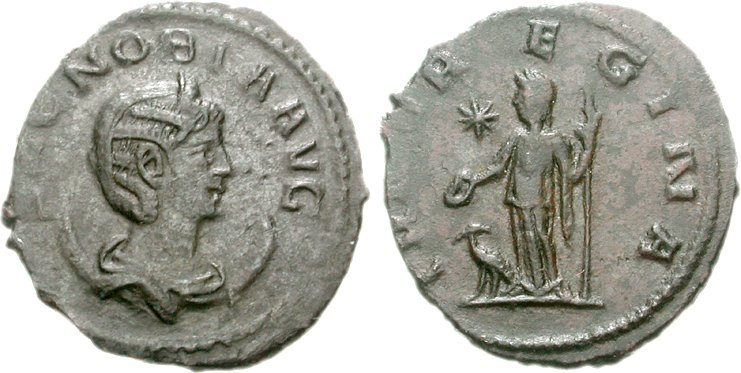
Antoniniano emitido por la Reina Zenobia de Palmira en 272, en cuyo anverso aparece su retrato con la leyenda ZENOBIA AUG(usta)

Las fuerzas desplegadas en Emesa habían alcanzado los 70 000 soldados palmiranos, sirios y bárbaros. Confiaban mucho en su caballería pesada, considerada muy superior a la infantería romana. Esa misma cifra es mencionada como el tamaño del ejército palmirano que conquistó Egipto en 270, donde dejó una guarnición de 5000 soldados. El historiador Randall T. Saunders considera que esos números son exagerados, imposibles para una pequeña ciudad-estado ubicada en un desierto. Palmira tenía apenas 36 000 habitantes hacia el año 300, y aun considerando la fuerte pérdida de población después de la guerra con Aureliano, es imposible que movilizara tales ejércitos de campaña. Sin embargo, si debieron sumarse numerosos romanos renegados.

### Roma
El ejército romano incluía un importante contingente de caballería de Dalmacia, Mesia y Panonia, las legiones de Recia y Nórico, y se le habían unido jinetes de Tiana y Mauritania, destacamentos de las legiones de Mesopotamia, auxiliares Siria y Fenicia y garroteros de Palestina. El único número que las fuentes dan son los 50 000 egipcios que habrían intentado defender su provincia de la invasión de Zabda en 270 y fracasaron. Saunders lo considera exagerado, pues había dos legiones en el norte de África romano y aún si ambas estuvieran completas, algo poco probable, pues estaban dispersas en varias guarniciones, jamás hubieran podido movilizar tamaño ejército de campo, aún si consideramos que los contingentes auxiliares sumaran el equivalente a otras dos legiones. La única aproximación la da el historiador británico John White estima que el «nuevo ejército móvil» que creó Galieno y heredó Aureliano, considerado el núcleo de sus fuerzas de campaña, sumaría un total de 30 000 hombres aproximadamente.

## Batalla
Al comienzo del combate, la caballería romana retrocedió ante su rival palmirena, muy superior en número; era una estratagema para repetir la táctica de la batalla anterior,  con una falsa retirada que agotara a los jinetes palmirenos, separándolos del resto del ejército para luego cargar sobre ellos.
Sin embargo, los palmirenos lograron causarles grandísimas bajas a su caballería. La caballería palmirena se dispersó durante la persecución y eso permitió a los legionarios y auxiliares palestinos armados con garrotes caerles encima. Los jinetes huyeron como pudieron, pisoteando a su propia infantería, refugiándose unos pocos en la ciudad mientras que el campo quedó repleto de soldados y caballos muertos. También las fuentes afirman que durante la batalla, cuando la caballería romana estaba a punto de ceder, una especie de fuerza divina dio nuevas fuerzas a infantes y jinetes, ganando la batalla.

## Consecuencias

### Captura de Zenobia

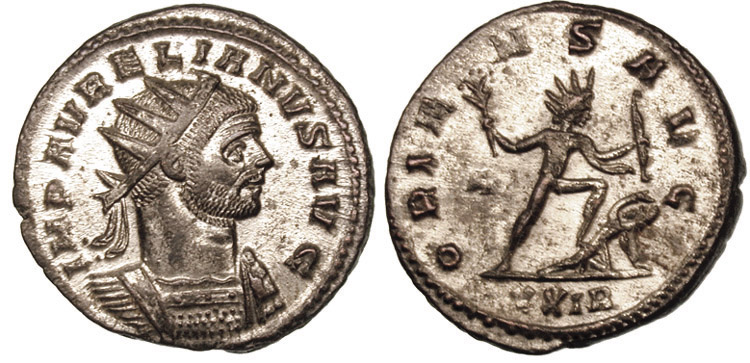
Antoniniano emitido por Aureliano en 275-276 en cuyo reverso aparece la conquista de Palmira.

Zenobia, desconcertada por la derrota, consultó sobre el camino a seguir a sus asesores, quienes le aconsejaron abandonar Emesa, pues la ciudad era favorable a los romanos. La reina y los restos de su ejército volvieron a Palmira, mientras hacia enormes esfuerzos para reunir tropas para defender la ciudad. El emperador entró en la ciudad y fue recibido entre aclamaciones, apoderándose de todo el tesoro que la reina no pudo llevarse. Luego siguió su persecución, permitiendo a sus tropas tomar provisiones del país enemigo, cuyos habitantes se limitaron a burlarse, considerando imposible que tomaran la ciudad. Durante la marcha, las legiones fueron atacadas por varios bandoleros, arriesgándose el césar en varios combates al participar personalmente y, de hecho, en el asedio final fue herido por una flecha.
Aureliano le envió una carta a la monarca, prometiendo respetar su vida si se rendía, ofreciéndole darle un lugar donde vivir con su familia, de acuerdo con el Senado, y también respetar su ciudad si entregaba todo su tesoro. Zenobia respondió orgullosamente, recordándole que Cleopatra VII prefirió morir como reina que vivir cautiva, que ella contaba con aliados entre los persas, armenios y árabes y que los bandidos sirios ya habrían derrotado a su ejército en varias ocasiones.
Ante la respuesta, el augusto ordenó iniciar el asedio. Los refuerzos enviados por persas, armenios y árabes fueron interceptados y derrotados o simplemente cambiaron de bando. Hubo varios asaltos pero todos fueron rechazados. Los habitantes de Palmira resistieron, confiados que las legiones se retirarían por faltas de suministros, pero fue todo lo contrario, ellos se quedaron sin provisiones primero. Debido a esto, la reina decidió fugarse y cruzar el Éufrates para solicitar ayuda a los sasánidas.
Zenobia se fugó clandestinamente a lomos de una dromedaria, pero, a diferencia de la ordenada retirada de Antioquía, esta vez tuvo que abandonar su tesoro. En cuanto se enteró, Aureliano hizo enviar a su caballería en su búsqueda y consiguieron capturarla mientras cruzaba el río Éufrates en un bote y la llevaron ante el vencedor encadenada.

### Final de la campaña
Los palmirenos se dividieron entre los partidarios de resistir a ultranza y los de rendirse, imponiéndose los segundos cuando el emperador aceptó sus peticiones de perdón y sus regalos, quedándose con el tesoro de Zenobia. Luego volvió a Emesa, donde juzgó a la reina, quien acusó de haber sido mal aconsejada por su asesor Casio Dionisio Longino. Aureliano ordenó su ejecución y el hombre lo aceptó con gran entereza, llegando a consolar a sus amigos. Al parecer, los soldados deseaban la ejecución de la monarca por su rebelión, sin embargo, el augusto se negó por considerar impropio ejecutar a una mujer y la reservó para su triunfo, y para contentarlos decidió ejecutar a los consejeros. Luego, el emperador se decidió a castigar a los árabes, armenios y sasánidas según su grado de apoyo a Palmira.
El césar regresó a Europa, derrotando a los carpos en el camino, recibiendo el cognomen de Carpicus, que se añadía a lo ya conseguidos de Gothicus, Sarmaticus, Armeniacus, Parthicus y Adiabenicus, pero se enteró de una gran rebelión en Palmira, muriendo el jefe de la guarnición romana en la ciudad, Sandario, y sus 600 arqueros.
Un tal Apseo había convencido al prefecto Marcelino de Mesopotamia para alzarse como rival al trono y también nombraron como nuevo rey de Palmira a un tal Antíoco o Aquileo. Aureliano dio media vuelta y sin pausa volvió a Palmira, saqueando la ciudad sin contemplaciones, masacrando a toda la gente que pudo, sin considerar edad o género, y Antíoco fue dejado libre al considerarlo irrelevante. Posteriormente marchó contra Alejandría, donde derrotó la rebelión de Marco Firmo el Cíclope, otro usurpador, y luego regresó triunfante a Roma.
Cuando volvía a Europa, antes de la rebelión, algunas fuentes dicen que Zenobia murió de hambre, enfermedad o ahogada mientras cruzaba los Dardanelos. En cambio, otros autores afirman que la reina fue exhibida en Roma durante el desfile triunfal de Aureliano y dejó descendencia en la ciudad. El emperador le habría cedido una villa donde pasó el resto de su vida y sus hijas se casaron con nobles romanos.